# Ipconfig

ipconfig — утилита командной строки для управления сетевыми интерфейсами.
В операционных системах Microsoft Windows ipconfig — это утилита командной строки для вывода деталей текущего соединения и управления клиентскими сервисами DHCP и DNS. Также есть подобные графические утилиты с названиями winipcfg и wntipcfg (последняя предшествовала ipconfig). Утилита ipconfig позволяет определять, какие значения конфигурации были получены с помощью DHCP, APIPA или другой службы IP-конфигурирования либо заданы администратором вручную.
Часто в операционных системах Linux и UNIX детали соединения отслеживаются несколькими утилитами, главной среди них является ifconfig. Тем не менее, ipconfig наряду с ifconfig присутствует в Mac OS X, там ipconfig команда сервиса как оболочка к агенту IPConfiguration и может использоваться для контроля BootP и DHCP клиента из CLI.

## Возможности в Windows
Команда может использоваться для получения информации о параметрах текущего соединения, о статусе служб DNS и DHCP, а также для управления ими: получения нового IP-адреса, просмотра кэша DNS и его очистки.

## Ограничения
- Если имя сетевого адаптера содержит пробелы, его следует заключать в кавычки

```
"имя адаптера"
```

- В именах адаптеров допускается использовать знак * , например:

```
ipconfig о если в свойствах 
сетевого адаптера
 установлен протокол 
TCP/IP
.
```

## Доступные ключи командной строки в Windows
| Ключ                             | Описание |
| -------------------------------- | --- |
| /all                             | Отображение полной информации по всем адаптерам. |
| /release [адаптер]               | Отправка сообщения DHCPRELEASE серверу DHCP для освобождения текущей конфигурации DHCP и удаления конфигурации IP-адресов для всех адаптеров (если адаптер не задан) или для заданного адаптера. Этот ключ отключает протокол TCP/IP для адаптеров, настроенных для автоматического получения IP-адресов. |
| /renew                           | Обновление IP-адреса для определённого адаптера или если адаптер не задан, то для всех. Доступно только при настроенном автоматическом получении IP-адресов. |
| /flushdns                        | Очищение DNS кэша. |
| /registerdns                     | Обновление всех зарезервированных адресов DHCP и перерегистрация имен DNS. |
| /displaydns                      | Отображение содержимого кэша DNS. |
| /showclassid адаптер             | Отображение кода класса DHCP для указанного адаптера. Доступно только при настроенном автоматическим получением IP-адресов. |
| /setclassid адаптер [код_класса] | Изменение кода класса DHCP. Доступно только при настроенном автоматическим получением IP-адресов. |
| /?                               | Справка. |

## Примеры вывода для Windows
Печать статуса соединения:
```
C:\>ipconfig /all
Windows 2000 IP Configuration
Host Name . . . . . . . . . . . . : wikipedia
Primary DNS Suffix . . . . . . . :
Node Type . . . . . . . . . . . . : Hybrid
IP Routing Enabled. . . . . . . . : No
WINS Proxy Enabled. . . . . . . . : No
DNS Suffix Search List. . . . . . : wikipedia.org
Ethernet adapter Local Area Connection 2:
Connection-specific DNS Suffix . : wikipedia.org
Description . . . . . . . . . . . : Intel(R) PRO/100 VE Netwon #3
Physical Address. . . . . . . . . : 00-D0-B7-A6-F1-11
DHCP Enabled. . . . . . . . . . . : Yes
Autoconfiguration Enabled . . . . : Yes
IP Address. . . . . . . . . . . . : 192.168.0.100
Subnet Mask . . . . . . . . . . . : 255.255.0.0
Default Gateway . . . . . . . . . : 192.168.0.3
DHCP Server . . . . . . . . . . . : 192.168.0.1
DNS Servers . . . . . . . . . . . : 192.168.0.1
Primary WINS Server . . . . . . . : 192.168.0.75
Lease Obtained. . . . . . . . . . : 27 May 2004 09:04:06
Lease Expires . . . . . . . . . . : 30 May 2004 09:04:06
```

Перерезервирование и обновление DHCP:
```
C:\>ipconfig /release
Windows 2000 IP Configuration
IP address successfully released for adapter "Local Area Connection 2"
```

```
C:\>ipconfig /renew
Windows 2000 IP Configuration
Ethernet adapter Local Area Connection 2:
Connection-specific DNS Suffix . : wikipedia.org
IP Address. . . . . . . . . . . . : 192.168.0.100
Subnet Mask . . . . . . . . . . . : 255.255.0.0
Default Gateway . . . . . . . . . : 192.168.0.1
```

Сбрасывание кэша DNS:
```
C:\>ipconfig /flushdns
Windows 2000 IP Configuration
Successfully flushed the DNS Resolver Cache.
```

Регистрация записей ресурса DNS
```
C:\>ipconfig /registerdns
Windows 2000 IP Configuration
Registration of the DNS resource records for all adapters of this computer has been initiated.
Any errors will be reported in the Event Viewer in 15 minutes.
```